# Пал Копан
Будимпешта 
Пал Копан (мађ. Koppán Jenő Pál; Будимпешта, 16. мај 1878 — Будимпешта, 31. август 1951) био је мађарски атлетичар, који се такмичио у више атлетских дисциплина. Био је члан Мађарског атлетског клуба (MAC) из Будимпеште. Учествовао је на Олимпијским играма 1900. у Паризу.
На Олимпијским играма 1900. такмичио се у осам дисциплине:пет на редовном програму Игара и три хендикеп трке у допунском програму чији се резултати и медаље на рачунају у олимпијске.
У дисциплинама редовног програма такмичио се у три тркачке и две скакачке. У тркама на 60, 100 и 400 метара, није имао успеха и у све три дисциплине испао је у првом колу са непознатим резултатима.
У конкуренцији троскока завршио је између седмог и 13. места, а у конкуренцији троскока без залета између петог и десетог места. У обе дисциплине тачни резултати нису познати.
Учествовао је и у три хендикеп дисциплине на 100 метара испао у полуфиналу, а у трци на 400 мртара и скоку удаљ био је први.

## Лични рекорди
- 100 јарди — 10,2 (1898)
- 400 м — 54,5 (1900)
- троскок — 12,86 1899)